# Emilie Högqvist
Sophie Emilie Högqvist, född 29 april 1812 i Jakob och Johannes församling i Stockholm, död 18 december 1846 i Turin i Italien, var Sveriges första bemärkta skådespelare och under 10 år älskarinna till Oscar I. Hon kallades "den svenska Aspasia".

## Biografi
Emilie Högqvist var dotter till kammartjänaren och senare hovmästaren hos greve Carl de Geer, Anders Högqvist och Anna Beata Hedvall. Hennes bror Jean Högqvist (1814–1850) var en berömd skådespelare.

### Scenkarriär
Högqvist började sin karriär som elev vid operabaletten 1821–1826 och var därefter anställd vid Anders Peter Berggrens teatersällskap 1826–1828.
1828 antogs hon som aktriselev vid Kungliga teatern. Hon var från 1831 verksam där, och bortsett från den hyllade rollen i Schillers Orleanska jungfrun, spelade hon huvudsakligen komedier. Hennes karriär började på allvar efter 1834, då teatern letade efter en ersättare för Sara Torsslow, som lämnat teatern efter en strejk; Charlotta Eriksson fick först ta över Sara Torsslows roller, men då deras spelstil skilde sig mycket var hon inte lämpad för dem, och Emilie Högqvist fick då sin chans. Vid denna tid hade hon en lön på 1 200; som jämförelse kan sägas, att en skådespelerskas minimilön var 200, och att de högst betalda skådespelerskorna, Henriette Widerberg och Christina Enbom, hade 1 600 respektive 1 500.

### Privatliv
Hon hade redan på den tiden många älskare, bland andra den brittiska ambassadörens son, John Bloomfield, med vilken hon i oktober 1833 fick en dotter, Tekla. Hon bodde först i Villa Framnäs vid Djurgårdsbrunnsviken, och från 1836 hade hon en elegant våning vid Gustaf Adolfs torg i Stockholm, där hon höll salong för den tidens skalder och konstnärer.
Mest känd är Emilie Högqvist för att hon under ungefär tio år var älskarinna till kronprins Oscar, sedermera Oscar I. Relationen inleddes hösten 1836 och Högqvist gick med på det först efter en lång tids uppvaktning. Det var mycket omtalat i det samtida Stockholm, och Oscar hade en vakt utanför hennes våning under sina besök. Förhållandet resulterade i två söner: Hjalmar född 1839, död 1874 i London, och Max född 1840, död 1872 i Kina, kallade "prinsarna av Lappland". Att sönerna var hennes och Oscars var väl känt av samtiden och hon gjorde själv ingen hemlighet av det. Det var stor skandal och hovet trädde emellan – de båda sönerna gömdes undan i Hamburg och hennes och kronprins Oscars förhållande fick ett abrupt slut. Deras kärlekshistoria filmades 1939 – Filmen om Emelie Högqvist med Signe Hasso och Georg Rydeberg i huvudrollerna.
I slutet av sitt liv hade hon en mycket nära relation med Emil Key, vilket framgår av efterlämnade brev.
Från 1842 vistades hon under längre tider i Italien och vid Karlsbad i nuvarande Tjeckien för att bättra sig efter lungsot och möjligen cancer. Emilie Högqvist dog där i december 1846 och ligger begravd i Turin. Hennes plats på Dramaten övertogs av Zelma Hedin, som fyllde hennes "fack" inom rollistan.

## Teater

### Roller (ej komplett)
| År   | Roll                               | Produktion                                                       | Teater                      |
| ---- | ---------------------------------- | ---------------------------------------------------------------- | --------------------------- |
| 1842 | Jane                               | Maria Tudor Victor Hugo                                          | Kungliga Dramatiska Teatern |
| 1842 | Gudmodern                          | Vår unga gudmor Eugène Scribe, Lockroy och Jules Chabot de Bouin | Kungliga Dramatiska Teatern |
| 1842 |                                    | Kotteriet Eugène Scribe                                          | Kirsteinska huset           |
| 1842 | Elena                              | Marino Faliero Casimir Delavigne                                 | Kungliga Teatern            |
| 1842 | Sophia                             | Herman von Unna Georg Joseph Vogler                              | Kungliga Teatern            |
| 1842 | Hertig de Richelieu (15 år gammal) | Den stumma från Portici François Auber                           | Kungliga Teatern            |

## Porträtt

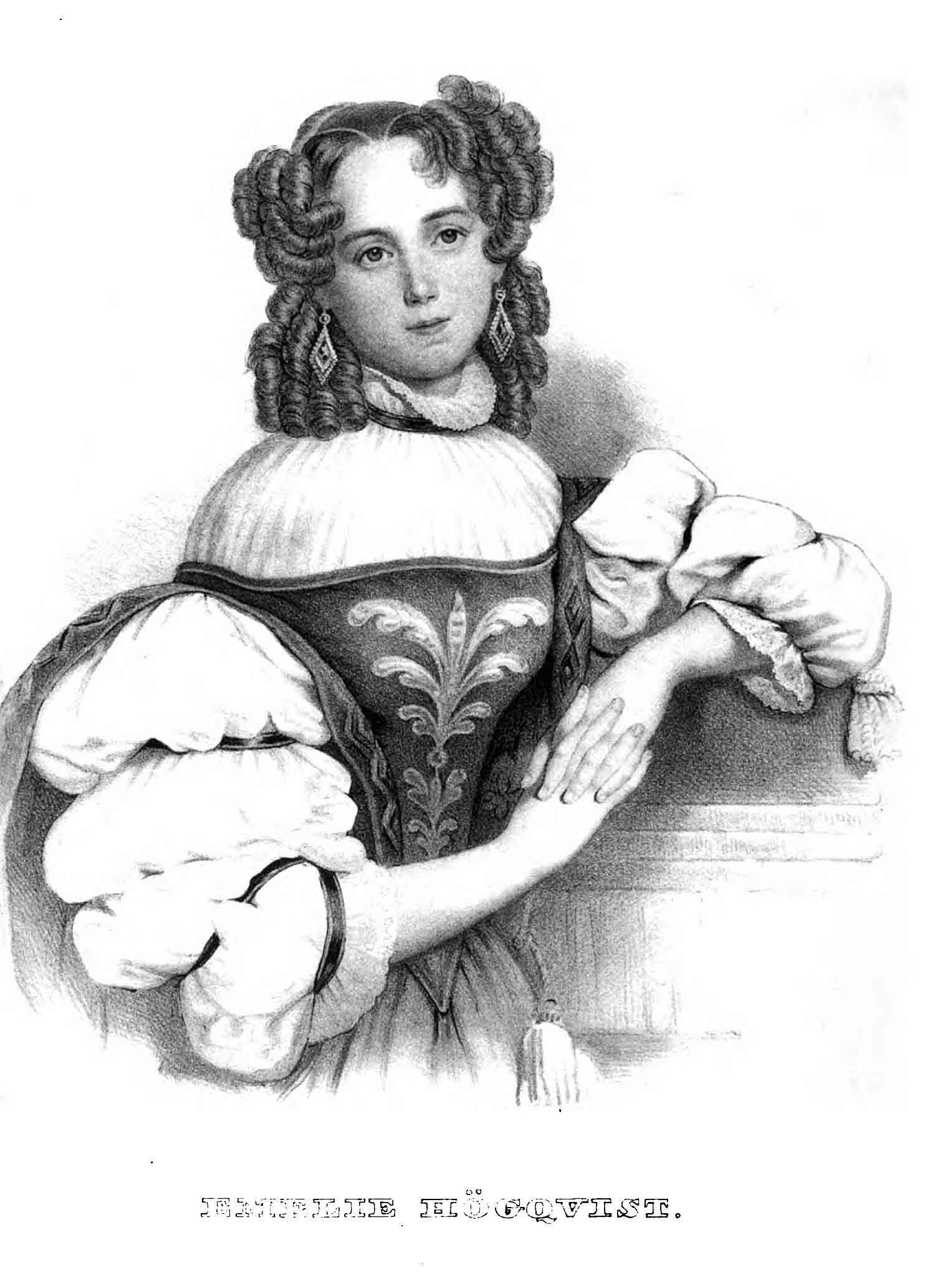
Litografi utförd av Johan Cardon efter teckning av Maria Röhl
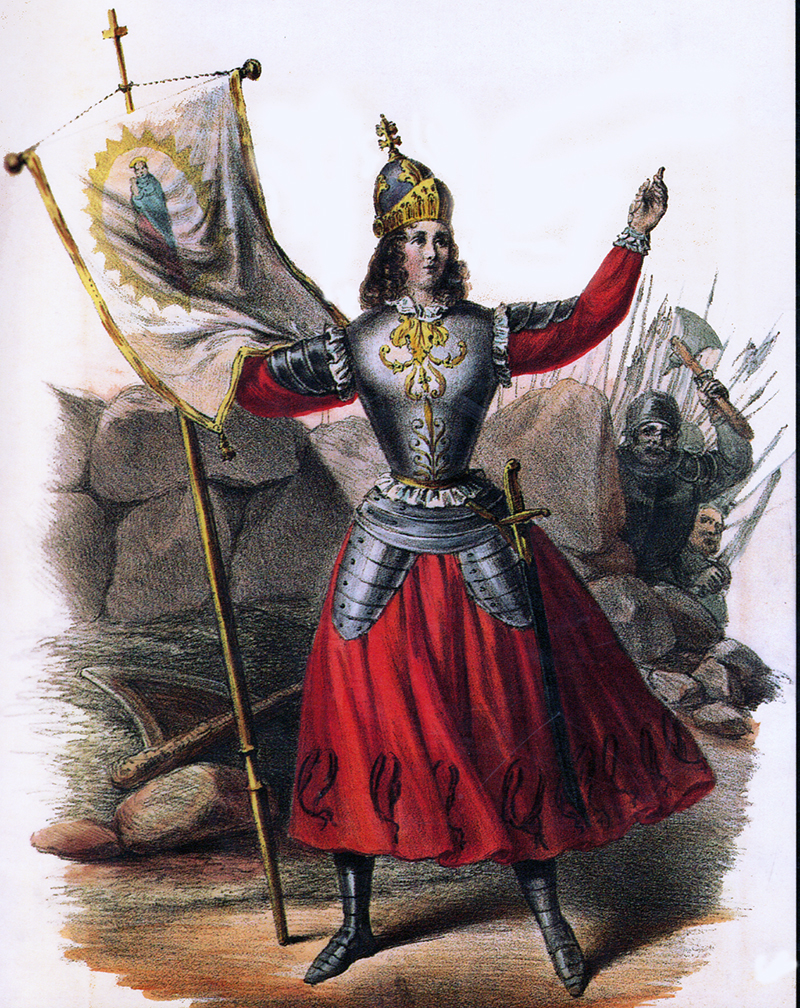
Spelar titelrollen i Orleanska jungfrun av Schiller. 1847
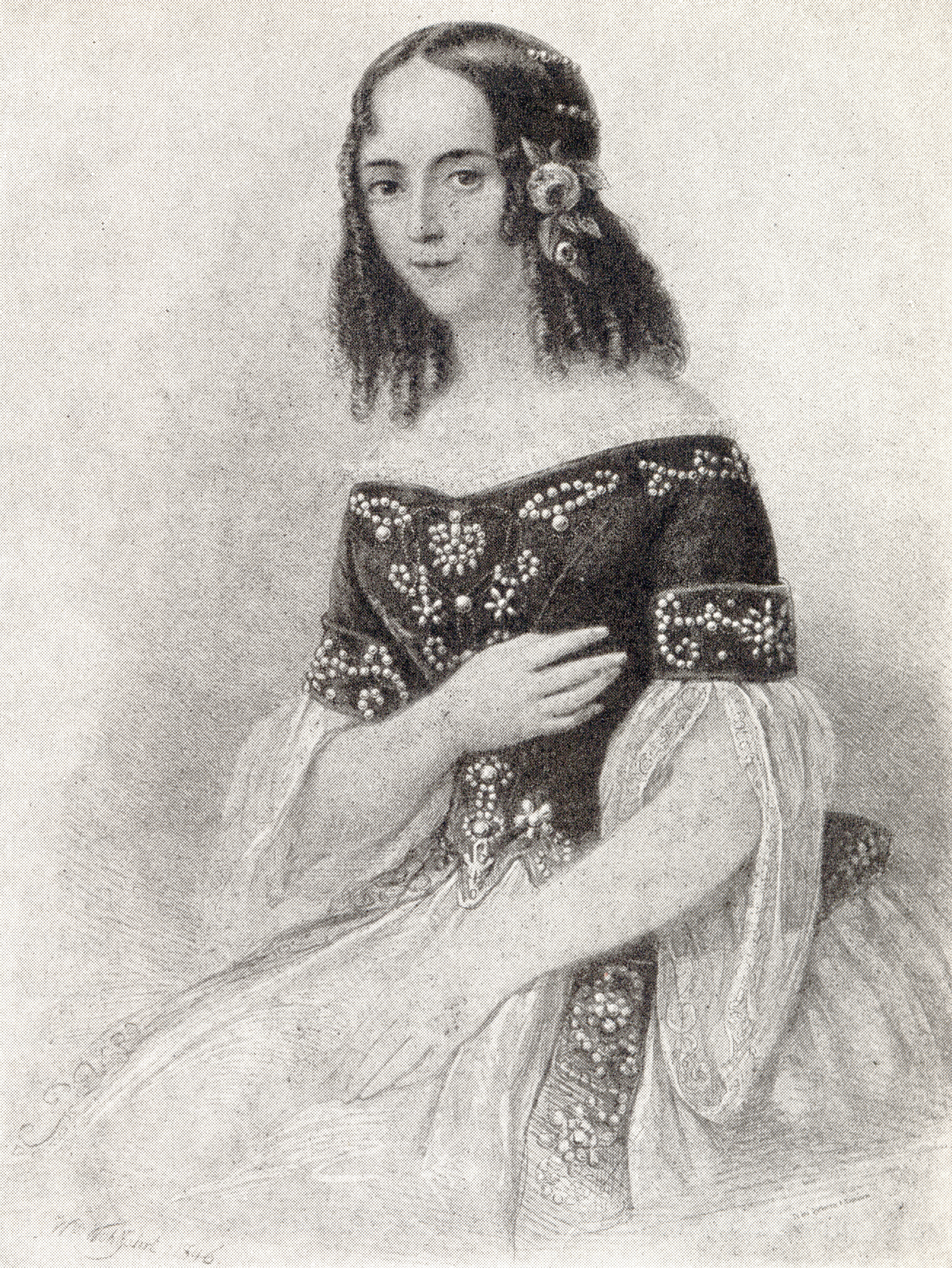
Som Thisbe i Angelo Maliperi. Litografi utförd av Wilhelm Wohlfahrt. 1846.
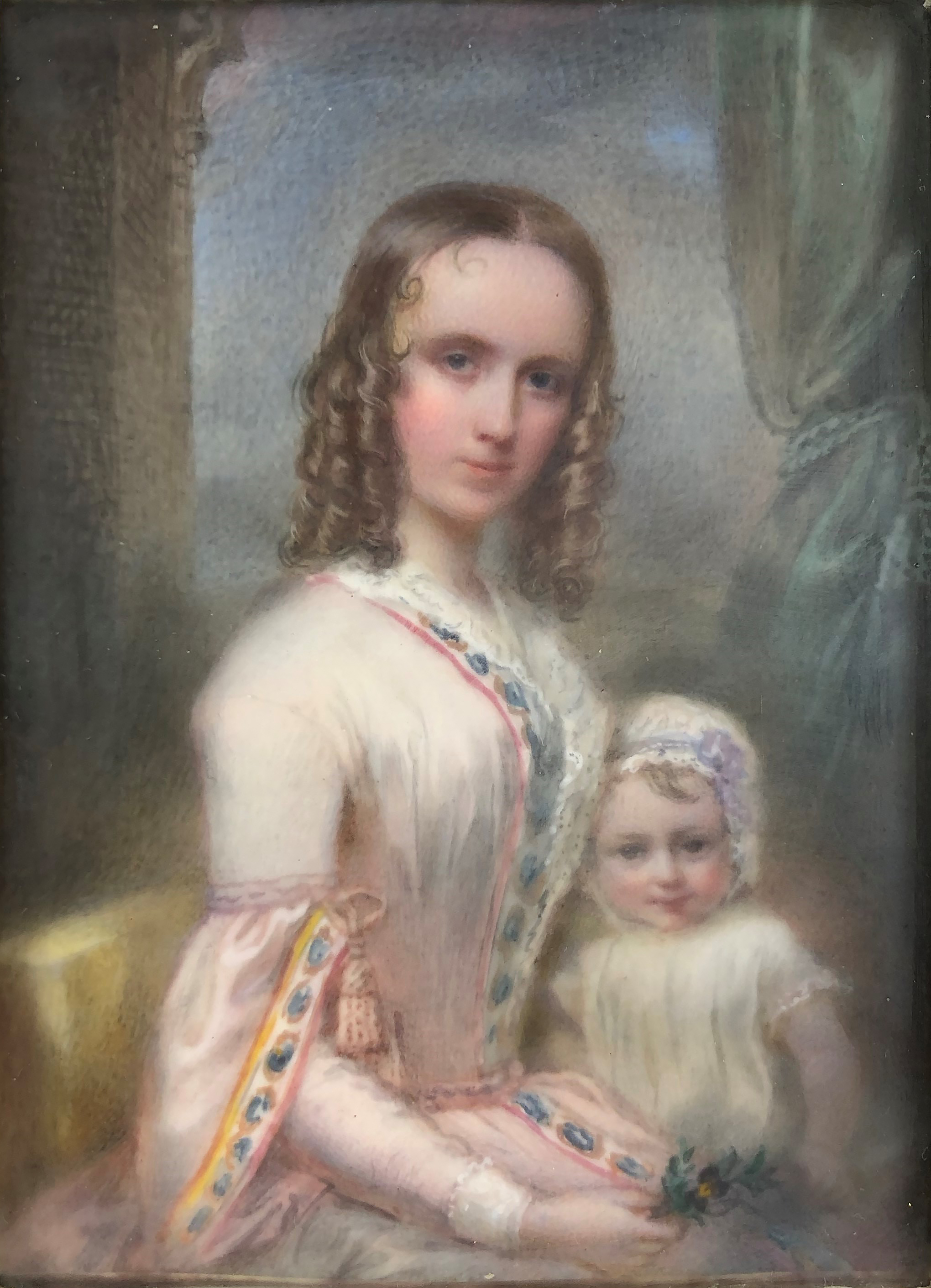
Med sonen Max.